# Juan Esteban Franco
Juan Esteban Franco Caicedo (Cali; 2 de enero de 2002) es un futbolista colombiano que juega como Lateral derecho y su equipo actual es el Deportivo Pasto de la Primera División de Colombia.

## Trayectoria
Es canterano del Deportivo Cali. Debutó profesionalmente el 19 de septiembre del 2021, en el empate 1-1 ante el Deportes Tolima.
El 7 de junio se unió al Deportivo Pasto de la Primera División de Colombia para reforzar el plantel dirigido por el profe Gustavo Florentín de cara al clausura 2024 en Colombia.

## Estadísticas
Actualizado al último partido disputado el 15 de octubre de 2023.
| Club                      | Div.          | Temporada     | Liga  | Liga  | Liga   | Copas nacionales | Copas nacionales | Copas nacionales | Copas internacionales | Copas internacionales | Copas internacionales | Total | Total | Total  |
| Club                      | Div.          | Temporada     | Part. | Goles | Asist. | Part.            | Goles            | Asist.           | Part.                 | Goles                 | Asist.                | Part. | Goles | Asist. |
| ------------------------- | ------------- | ------------- | ----- | ----- | ------ | ---------------- | ---------------- | ---------------- | --------------------- | --------------------- | --------------------- | ----- | ----- | ------ |
| Deportivo Cali · Colombia | 1.ª           | 2021          | 12    | 0     | 0      | 1                | 0                | 0                | —                     | —                     | —                     | 13    | 0     | 0      |
| Deportivo Cali · Colombia | 1.ª           | 2022          | 12    | 0     | 0      | 0                | 0                | 0                | 0                     | 0                     | 0                     | 12    | 0     | 0      |
| Deportivo Cali · Colombia | 1.ª           | 2023          | 14    | 0     | 1      | 4                | 0                | 0                | —                     | —                     | —                     | 18    | 0     | 1      |
| Deportivo Cali · Colombia | Total club    | Total club    | 38    | 0     | 1      | 5                | 0                | 0                | 0                     | 0                     | 0                     | 43    | 0     | 1      |
| Total carrera             | Total carrera | Total carrera | 38    | 0     | 1      | 5                | 0                | 0                | 0                     | 0                     | 0                     | 43    | 0     | 1      |